# Єршова Галина Гаврилівна
Гали́на Гаври́лівна Єршо́ва (рос. Гали́на Гаври́ловна Ершо́ва нар. 17 березня 1955 року) — російська вчена, історик, лінгвіст і епіграфіст. Доктор історичних наук, професор. Авторка теорії самоорганізації антропосистеми. Спеціалізується на вивченні древніх цивілізацій, культур та мов Нового Світу. Займається месоамериканськими дослідженнями і, зокрема, доколумбовою цивілізацією Мая.
Єршова — учениця знаменитого радянського мовознавця і епіграфіста Юрія Кнорозова, відомого своїми центральними внеском у дешифрування писемності Мая. Станом на 2008 рік Єршова є старшою науковою співробітницею Інституту археології Російської академії наук, професоркою Російського Державного Гуманітарного Університету і очолює Месоамериканський центр ім. Ю. В. Кнорозова. Є авторкою близько двохсот наукових робіт, у тому числі вісім монографій, присвячених писемності мая, історії та археоастрономії.

## Головні публікації
- Ершова Г. Г. Система родства майя. Опыт реконструкции. М., «Космополис», 1997. (рос.)
- Ершова Г. Г. Фрай Диего де Ланда. М.: Ладомир, 2000. (Грант РФФИ)(рос.)
- Ершова Г. Г. Древние майя: уйти, чтобы вернуться. М.: Ладомир, 2000. (Грант РФФИ)(рос.)
- Yershova G. Cometas y meteoros en las creencias de los antiguos mayas. Piste, Mexico, 2001.(ісп.)
- Ершова Г. Г. Древняя Америка: полет во времени и пространстве. Мезоамерика. М.: Алетейа, 2002.(рос.)
- Ершова Г. Г. Древняя Америка: полет во времени и пространстве. Северная Америка и Южная Америка. М.: Алетейа, 2002.(рос.)
- Ершова Г. Г. Черносвитов П. Ю. Наука и религия: новый симбиоз? С-Пб.: Алетейя, 2003. (Грант РФФИ)(рос.)
- Ершова Г. Г. Асимметрия зеркального мира. Изд-во РГГУ, М., 2003.(рос.)
- Ершова Г. Г. Майя: тайны древнего письма. М.: Алетейа, 2004. При поддержке проекта «Общественный потенциал истории».(рос.)